# Alena Požgaiová
Alena Požgaiová (* 8. března 1955) byla slovenská a československá politička Komunistické strany Slovenska a poslankyně Sněmovny národů Federálního shromáždění za normalizace.

## Biografie
K roku 1986 se profesně uvádí jako přední dělnice.
Ve volbách roku 1986 zasedla za KSS do slovenské části Sněmovny národů (volební obvod č. 80 - Bratislava-Petržalka-Prievoz). Ve Federálním shromáždění setrvala do konce funkčního období, tedy do voleb roku 1990. Netýkal se jí proces kooptací do Federálního shromáždění po sametové revoluci.